# André Brochu
Pour les articles homonymes, voir Brochu.
André Brochu, né le 3 mars 1942 à Saint-Eustache, est un poète, romancier, essayiste et professeur de littérature québécois.

## Biographie
Après des études au Collège Sainte-Marie de Montréal, il obtient une maîtrise de l'Université de Montréal en 1961 et un doctorat de troisième cycle en lettres de l'Université Paris VIII sur l’œuvre de Victor Hugo. De 1963 à 1997, il est professeur de littérature au Département d'études françaises de l'Université de Montréal. Il est un des premiers à enseigner la littérature québécoise à l'université.
Privilèges de l'ombre (1961), un recueil de poésie, marque le début de sa carrière littéraire. À partir de cette date, il publie en alternance des romans, essais, ouvrages d'études et de critique littéraire, ainsi que plusieurs recueils de poèmes. Il remporte à trois reprises le Prix du Gouverneur général, pour les romans La croix du Nord (1991) et La vie aux trousses (1993), puis pour les poèmes réunis dans Les jours à vif (2004).
En 1963, il est l'un des fondateurs de la revue Parti pris et siège à son comité de rédaction pendant deux ans. Il est ensuite membre du comité de rédaction de la revue universitaire Voix et images, où il a longtemps tenu une chronique sur la poésie québécoise. Il a également collaboré au magazine Lettres québécoises. De 1991 à 1997, il est directeur de la collection « Poésie » aux Éditions de l'Hexagone.
Dans ses livres en prose, il a exploré, entre autres, l'autofiction (dans La croix du Nord (1991) et La vie aux trousses (1993)), et la science-fiction (surtout dans ses nouvelles), toujours en usant de beaucoup d'ironie.En ce qui a trait à sa pratique de l'autofiction, il a dit, dans un entretien pour la revue Voix et Images, " L'un des buts que je me suis donné en exploitant, mais à fond, cette dimension autobiographique, c'est précisément d'en arriver à dire ce que, en général, on ne dit pas, de façon à conquérir pour la connaissance littéraire des régions peu explorées, voire inexplorées. J'ai toujours été, par exemple, très conscient de certaines conduites de mauvaise foi qu'il peut y avoir chez moi comme chez tant d'autres, mais que personne n'avoue, évidemment."
Il s'est aussi inscrit dans le débat sur la langue au Québec en publiant un récit-essai intitulé La grande langue: éloge de l'anglais (1995), dans lequel il déplore la perte des acquis linguistique obtenus durant la révolution tranquille et le retour au bilinguisme au Québec et à un statut du français comme une langue minoritaire au Canada.
Il est membre de l'Académie des lettres du Québec depuis septembre 1996.

## Publications

### Livres

#### Poésie
- Privilèges de l'ombre, Montréal, L'Hexagone, 1961, 37 p.
- Délit contre délit, Montréal, les presses de l'A.G.E.U.M., no 11, 1965, 57 p.
- Les matins nus, le vent, Laval, Éditions Trois, coll. Topaze, 1989, 79 p.  (ISBN 2920887068)
- Particulièrement la vie change, Saint-Lambert, avec six dessins d'Hugo Brochu, Éditions du Noroit, 1990, 170 p.  (ISBN 2890182142)
- Dans les chances de l'air, Montréal, L'Hexagone, 1990, 153 p.  (ISBN 2890063631)
- Delà, Montréal, L'Hexagone, 1993 (réimpression 2005), 171 p.  (ISBN 978-2890065215)
- L'inconcevable, Laval, Éditions Trois, coll. Opale, 1998,  (ISBN 2-920887-94-7)
- Je t'aime, je t'écris, précédé de Le corps de l'amoureuse, Montréal, Québec-Amérique, coll. Mains libres, 2001,  (ISBN 2-7644-0086-1)
- Les jours à vif, Laval, (Québec), Canada, Éditions Trois, coll. « Opale », 2004, 109 p. (ISBN 978-2-89516-063-2).
- Élégies de lumière, Laval, Éditions Trois, 2005, 124 p.  (ISBN 2-89516-074-0)
- Cahiers d'Icare, Montréal, Éditions Triptyque, 2009, 160 p.  (ISBN 978-2-89031-668-3).
- Clairs abîmes, Montréal, Éditions du Noroit, 2021, 124 p.  (ISBN 9782897662981)

#### Romans
- Adéodat I, Montréal, Éditions du Jour, coll. « Romanciers du Jour », no R-91, 1973, 142 p.
- La croix du Nord, Montréal, Éditions XYZ, 1991 (réimpression 2005), 153 p.  (ISBN 978-2-89006-363-1)
- La vie aux trousses, Montréal, (Québec), Canada, Les Éditions XYZ, 1993 (réimpr. 2005), 249 p. (ISBN 978-2-89261-073-4).
- Fièvres blanches, Montréal, Les Éditions XYZ, coll. Novella, 1994, 149 p.  (ISBN 2-89261-114-8)
- Les épervières, Montréal, Les Éditions XYZ, coll. Romanichels, 1996, 236 p.  (ISBN 2-89261-182-2)
- Adèle intime, Montréal, Les Éditions XYZ, coll. Étoiles variables, 1996, 102 p.  (ISBN 2-89261-154-7)
- Le maître rêveur - La vie aux trousses 2, Montréal, Les Éditions XYZ, coédition Echternach (Luxembourg): Éditions PHI, coll. Romanichels, 1997, 219 p. PHI  (ISBN 2-87962-077-5), XYZ  (ISBN 2-87962-077-5)

#### Recueil de nouvelles
- L'Esprit ailleurs, Montréal, (Québec), Canada, Les Éditions XYZ, 1990 (réimpr. 2005), 134 p. (ISBN 978-2892610543).

#### Essais et ouvrages d'études littéraires
- L’instance critique. 1961-1973, Montréal, Leméac, coll. « Indépendances », 1974, 375 p. Présentation de François Ricard.  (ISBN 0-7761-8901-8)
- Hugo — Amour/Crime/Révolution : essai sur Les Misérables, Montréal, Presses de l'Université de Montréal, 1974, 257 p. (ISBN 0-8405-0247-8, présentation en ligne) ; réédition, Québec, Nota bene, 1999
- La littérature et le reste. Livre de lettres, Montréal, Quinze, coll. « Prose exacte », 1980, 185 p. Avec Gilles Marcotte.  (ISBN 2-89026-232-4)
- L'évasion tragique : essai sur les romans d'André Langevin, Montréal, HMH Hurtubise, 1985, 359 p.  (ISBN 2890456412)
- La Visée critique : Essais autobiographiques et littéraires, Montréal, (Québec), Canada, Éditions du Boréal, 1988, 249 p. (ISBN 978-2-89052-229-9)
- Le singulier pluriel, Montréal, L’Hexagone, 1992, 232 p.  (ISBN 2-89006-427-1)
- La grande langue : éloge de l'anglais, Montréal, coll. Les vilains, Les Éditions XYZ, 1993, 90 p.  (ISBN 2-89261-087-7)
- Tableau du poème, Montréal, Les Éditions XYZ, coll. « Documents », 238 p.  (ISBN 2892611156)
- L'Institut Rossell (1934-1994), Montréal, Les Éditions XYZ, 1994, 134 p.  (ISBN 2-89261-130-X)
- Roman et énumération. De Flaubert à Perec, Montréal, Université de Montréal, Département d’études françaises, coll. « Paragraphes », no 11, 1995, 142 p.  (ISBN 2-921447-05-3)  (ISSN 0843-5235)
- Une étude de Bonheur d'occasion, Montréal, coll. Les classiques québécois expliqués, Éditions du Boréal, 1998.  (ISBN 2-89052-906-1)
- Saint-Denys Garneau, le poète, Montréal, coll. Les grandes figures, Les Éditions XYZ, 1999, 207 p.  (ISBN 2-89261-252-7)
- Anne Hébert : le secret de vie et de mort, Ottawa, coll. Œuvres et auteurs, Presses de l'Université d'Ottawa, 2000,  (ISBN 2-7603-0512-0)

### Articles et chapitres de livres (sélection)
- « Gilles Marcotte, critique et romancier. Entretien », Voix et images, vol. 6, no 1, automne 1980, p. 5-34.
- « Poussière sur la ville : le destin n’était pas au rendez-vous », Revue d’histoire littéraire du Québec et du Canada français, no 11, hiver-printemps 1986, p. 57-64.  (ISSN 0713-7958)  (ISBN 2-7603-0095-1)
- « De quoi mourir en beauté ? (Québec) », Études françaises, vol. 23, nos 1-2,‎ automne–hiver 1987, p. 119-129 (lire en ligne)
- « Saint-Denys Garneau : de l’homme d’ici à l’homme total », dans Benoît Melançon et Pierre Popovic (sous la dir. de), Saint-Denys Garneau et La Relève. Actes du colloque tenu à Montréal le 12 novembre 1993, Montréal, Fides — CÉTUQ, coll. « Nouvelles études québécoises », 1995, p. 25-34.  (ISBN 2-7621-1746-1)
- « The medium is the message », dans Benoît Melançon et Pierre Popovic (sous la dir. de), Miscellanées en l’honneur de Gilles Marcotte, Montréal, Fides, 1995, p. 389-394.  (ISBN 2-7621-1849-2)
- « Littérature, théorie, cul-de-sac », Liberté, no 220, août 1995, p. 7-13.  (ISSN 0024-2020)
- « Hommage à André Langevin », Les Écrits, no 95, avril 1999, p. 5-10.  (ISSN 1200-7935)
- « Écrire le réel », Les Écrits, no 95, avril 1999, p. 175-184.  (ISSN 1200-7935)
- « L’un des plus grands », Études françaises, vol. 53, no 1, 2017, p. 125-130 (lire en ligne). Sur Gilles Marcotte.  (ISSN 0014-2085)  (ISBN 978-2-7606-3740-5)

## Honneurs
- 1988 - Prix Gabrielle-Roy, La visée critique [7]
- 1990 - 2e prix du Concours de nouvelles de Radio-Canada, « L'esprit ailleurs » [2]
- 1990 - Prix du Gouverneur général, Dans les chances de l'air [2]
- 1991 - Prix du Gouverneur général, La croix du Nord [2]
- 1993 - Prix littéraires du Journal de Montréal, La vie aux trousses
- 1995 - Grand Prix du Festival international de la poésie, Delà [2]
- 1996 - Membre de l'Académie des lettres du Québec
- 2004 - Prix du Gouverneur général, Les jours à vif [2]
- 2020 : Finaliste Prix Hervé-Foulon[8] du livre oublié pour son roman La Croix du Nord, initialement publié en 1991

## Musique
- Claude Balif : 1981, Poèmes lents op. 57, Mélodies pour soprano colorature, soprano lyrique, basse & piano en trio vocal (ou solo, 2 instruments remplaçant ad lib. les 2 voix manquantes), poèmes d’André Brochu.

## Sources
- Dion, Robert, « Critique universitaire et critique d’écrivain. Le cas d’André Brochu », Études littéraires, vol. 25, nos 1-2, été-automne 1992, p. 193-203.  (ISSN 0014-214X)
- Dion, Robert, « Les stratégies cognitives dans L’instance critique d’André Brochu », Protée, vol. 21, no 1, hiver 1993, p. 102-108.
- Lettres québécoises, no 75, automne 1994 : dossier sur André Brochu.
- Gallays, François, « Essai de critique littéraire : de 1961 à 1980 », dans François Gallays, Sylvain Simard et Paul Wyczynski (sous la dir. de), L’essai et la prose d’idées au Québec, Montréal, Fides, coll. « Archives des lettres canadiennes », no 6, 1985, p. 109-141.  (ISBN 2-7621-1279-6)
- André Brochu, écrivain, sous la dir. de Micheline Cambron et Laurent Mailhot, Montréal, Hurtubise HMH, coll. « Cahiers du Québec. Littérature », 2006, 223 p.  (ISBN 2-89428-886-7)